# Phoroncidia hexacantha
Phoroncidia hexacantha är en spindelart som beskrevs av Tord Tamerlan Teodor Thorell 1890. Phoroncidia hexacantha ingår i släktet Phoroncidia och familjen klotspindlar. Inga underarter finns listade i Catalogue of Life.